# Everything Harmony
Everything Harmony es el cuarto álbum de estudio de la banda de rock estadounidense The Lemon Twigs, lanzado el 5 de mayo de 2023 a través del sello Captured Tracks y fue producido por la propia banda. 
Entre las críticas que se han escrito se ha dicho del disco que están "atrapados entre finales de los sesenta y principios de los setenta del siglo anterior, pero en ese multiverso paralelo hay suficientes melodías pop y armonías gloriosas para que lo podamos tildar de atemporal", que "les ha llevado a dejar de ser una firme promesa para asentarse como paladines y renovadores del soft rock y del folk-rock", o  que "consiguen oficialmente dar el salto del mero tributo retro al encuentro con su mejor sonido y una personalidad propia".
Del mismo se lanzaron como singles previos "Corner Eye", preciosidad pop que derrocha tanta clase y sofisticación que haría que McCartney, Brian Wilson y el añorado Burt Bacharach dieran su total aprobación, "Any Time of Day", "In My Head" y "Every Day Is the Worst Day of My Life".

## Lista de canciones
1. "When Winter Comes Around"
2. "In My Head"
3. "Corner of My Eye"
4. "Any Time of Day"
5. "What You Were Doing"
6. "I Don't Belong to Me"
7. "Every Day Is the Worst Day of My Life"
8. "What Happens to a Heart"
9. "Still It's Not Enough"
10. "Born to Be Lonely"
11. "Ghost Run Free"
12. "Everything Harmony"
13. "New to Me"